# Xian de Pingnan (Guangxi)
Pour les articles homonymes, voir Pingnan.
Le xian de Pingnan (平南县 ; pinyin : Píngnán Xiàn) est un district administratif de la région autonome du Guangxi en Chine. Il est placé sous la juridiction de la ville-préfecture de Guigang.

## Démographie
La population du district était de 1 422 379 habitants en 2010.